# Barings Bank
A Barings Bankot Sir Francis Baring alapította 1762-ben. Eredeti neve 'John and Francis Baring Company' volt. A legrégebben alapított angol kereskedelmi bankok egyike. 1806-ban fia, Alexander Baring csatlakozott a céghez, együtt átnevezték, Baring Brothers & Co.-ra és összevonták a Hope & Co. londoni irodájával, ahol Alexander Henry Hope-pal együtt dolgozott. A bank 1995-ben csődbe ment, mert egy tőzsdei kereskedő, Nick Leeson 1.4 milliárd dollárt veszített spekulációs, elsősorban határidős pozíciókon.

## A bank története
A Baringsnek hosszú és történetekben bővelkedő múltja van. 1802-ben segített finanszírozni Louisiana megvásárlását annak ellenére, hogy az Egyesült Királyság háborúban állt Franciaországgal, és az ügyletből befolyt pénz segített finanszírozni Napóleon hadműveleteit. Technikailag az Egyesült Államok Louisianát nem közvetlenül Napóleontól, hanem a Baring testvérektől és a Hope & Co. társaságtól vásárolta meg. A fizetés amerikai kötvényekkel történt, amit Napóleon 87,5%-os diszkontált áron adott el a Baringsnek. Végeredményül Napóleon csak 8 831 250 dollárt kapott készpénzben a gyarmatáért. Alexander Baring, aki a  Hope & Co.-mál dolgozott, Párizsban tárgyalt François Barbé-Marbois-vel, a Francia Kincstár Főgondnokával, személyesen utazott a kincstárjegyekért az Egyesült Államokba, és ezeket elvitte Franciaországba.

## A csőd
A Barings 1995. február 26-án ment csődbe, egy tőzsdei kereskedő, Nick Leeson ügyletei nyomán, aki a  Szingapúri Nemzetközi Értéktőzsdén elsősorban határidős ügyletekkel 1,4 milliárd dollárt veszített a cég pénzéből. A holland bank/biztosító társaság, az ING, a csőd után 1£-ért megvette a cég minden forrását és tartozását, és innentől nem létezik önállóan bankként a Barings. A név tovább élt a Baring Befektetési Csoportban. De a BAM-ot leválasztották a cégről és az ING 2005 márciusában eladta a MassMutualnak és a Northern Trust. 
Nick Leeson életrajzi történetét, ami a cég összeomlásáról szól, „A csődtömeg” címen megfilmesítették.